# Tela (kommun)
Tela är en kommun i Honduras.   Den ligger i departementet Atlántida, i den nordvästra delen av landet, 180 km norr om huvudstaden Tegucigalpa. Antalet invånare är 77 031.